# Kasteel de Wildenborch

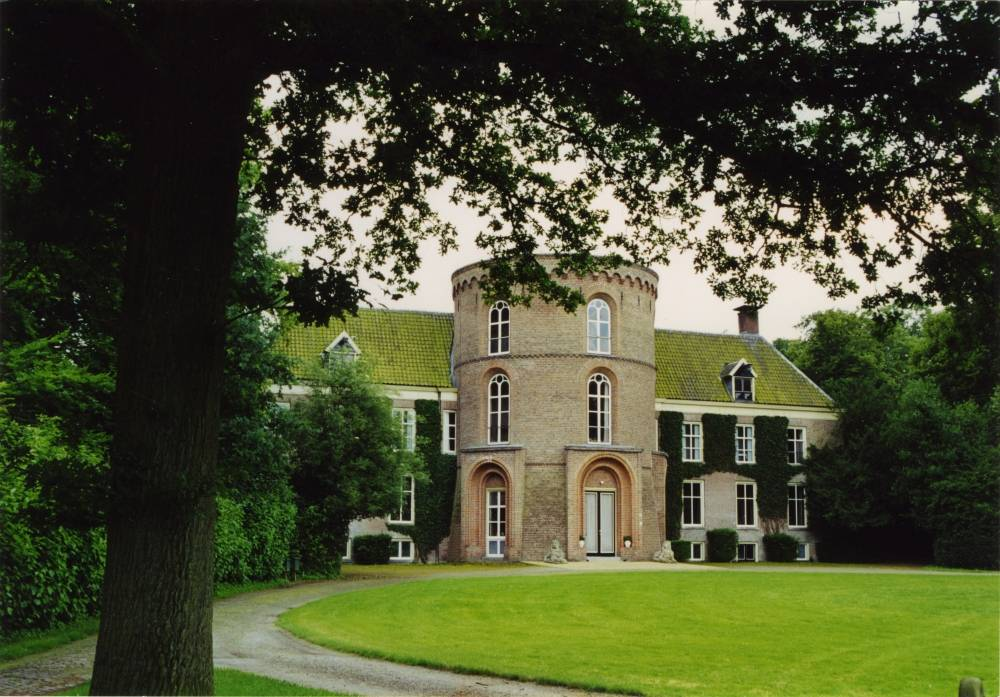
Kasteel de Wildenborch 2010

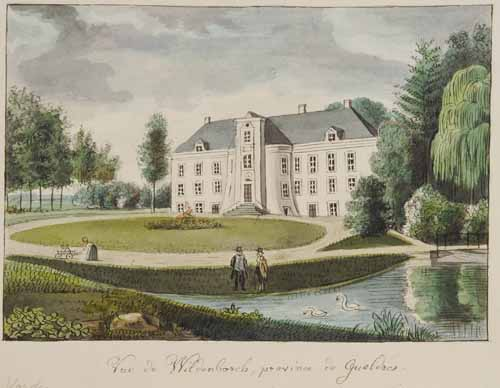
Kasteel de Wildenborch um 1800

Das Kasteel de Wildenborch ist ein Schloss und Gutshof in der niederländischen Provinz Gelderland. Es befindet sich zwischen den Dörfern Lochem, Ruurlo und Vorden in der Gemeinde Bronckhorst. Es war bis Mitte des 16. Jahrhunderts im Besitz der Herren von Wisch, einem bedeutsamen Geschlecht im Herzogtum Geldern.

## Geschichte
De Wildenborch wurde erstmals im Jahr 1372 erwähnt, als Raubritter Sweder Rodebaert von Wisch Eigentümer der Burg war. Die Anlage lag strategisch günstig von Sümpfen umgeben und war nach Raubzügen ein idealer Rückzugsort. Die Herren von Wisch hielten regelmäßig Raubzüge in den Gebieten der Grafschaft Zutphen und der Herrschaft Overijssel ab. Als Reaktion davon belagerten im Jahr 1490 Deventer Bürger Wildenborch und Zutphener Bürger das Kasteel Wisch in Terborg, aber ohne viel Erfolg.
Unter Druck von Herzog Karl von Geldern, der die Anlage dreimal vergeblich belagerte, gab Burgherr Johann von Wisch schließlich im Jahr 1512 auf und die Burg wurde ein herzogliches Offenhaus. Johanns Enkel Joachim von Wisch unternahm aber wieder ab dem Jahr 1519 Raubzüge, sodass der Herzog 1523 eine feste Besatzung auf der Burg stationierte und die Befestigungen schleifen ließ.
Mit dem Tod von Joachim von Wisch im Jahr 1544 starb das Geschlecht von Wisch im Mannesstamm aus und das Erbe ging an seine Schwester Irmgard, Ehegattin von Georg von Limburg-Styrum.
Im Jahr 1757 übertrug Graf Wilhelm Otto Friedrich von Quadt das Gut Wildenborch den Architekten Matthieu und François Soiron aus Maastricht, aus Dankbarkeit für ihre Leistung bei dem Bau des Schloss Wickrath bei Mönchengladbach. Gut zehn Jahre später verkauften die Brüder das Gut. Seit 1780 bis heute gehört es der Familie Staring. Im 19. Jahrhundert lebte der niederländische Dichter A. C. W. Staring hier.